# Austremerellidae
De Austremerellidae vormen een familie van haften (Ephemeroptera).

## Geslachten
De familie Austremerellidae omvat slechts het volgende geslacht:
- Austremerella Riek, 1963